# Храм Святой Троицы на Шарташе
Храм Святой Троицы на Шарташе — православный храм в Екатеринбурге. Основан на месте часовни 1849 года в селе Шарташ (позднее включённом в состав города). Действующее здание храма было построено в 1889—1892 в память спасения императора Александра III и его семьи при крушении поезда 17 октября 1888 года.

## История
В 1849 году на средства Горного ведомства в Шарташе была построена каменная часовня, впоследствии преобразованная в храм. 17 июля 1892 года храм был освящён в честь Святой Живоначальной Троицы. С той поры в шарташском посёлке образовался самостоятельный православный приход (до 1857 года жители Шарташа были приписаны к приходу екатеринбургского собора во имя Святой Великомученицы Екатерины, а с 1857 по 1862 год — к Пророко-Илиинскому приходу Берёзовского завода.
В первые десятилетия своего существования церковное здание имело вид скорее волостного правления или заводской конторы. Вот как описывают его «Екатеринбургские епархиальные ведомости» в феврале 1889 года:
Церковь эта (скорее дом) каменная с деревянной колокольней; при церкви же (другая половина) квартира и для священника.…Простая комната, перегороженная иконостасом и помещающаяся в простом обыкновенном каменном доме.…Белый каменный дом с входом в него посредине, и над этим входом на четырех столбах, стоящих на крыше, 4 колокола, и на крыше, прикрывающей эти 4 колокола, покосившийся, почерневший крест.. … Деревянная колокольня на церкви покосилась, и её придется снять, так как она от ветхости угрожает падением… Неотложно следует к храму пристроить колокольню с западной стороны, а с восточной стороны пристроить полукруглый алтарь; самые стены храма, чтобы отделить их от остального жилого помещения для священника, поднять на аршин или на 2, тогда храм этот будет иметь вид настоящего храма вполне, и на нём можно будет поместить три креста
В память события, произошедшего 17 октября 1888 года — спасения императора Александра III и его семьи при крушении поезда, было принято решение о капитальной перестройке молитвенного здания шарташского православного прихода. Среди населения был организован сбор пожертвований, и уже 27 августа 1889 года была окончена кладка фундаментов под новый алтарь и новую колокольню. В этот же день состоялась церемония торжественной закладки первого камня будущей церкви. Тогда же, в 1889 году, возле основного здания храма был построен дом для церковно-приходской школы, где и начали обучать юных жителей шарташского посёлка Закону Божию, грамоте, арифметике, истории.
Свято-Троицкий храм был закрыт в 1937 году в рамках проводимой кампании массового закрытия церквей . Все церковное имущество было погружено на 3 воза и вывезено на берег озера Шарташ, где его закопали в землю. Опустевшее молитвенное помещение было передано в распоряжение военизированной пожарной охраны. Колокольню высотой 27 метров сначала приспособили под пожарную вышку, а затем и вовсе снесли. Многие годы в церковном здании располагались кинотеатр «Луч» и местный клуб. В годы «Перестройки» здание было занято Екатеринбургским центром ремесел.
В октябре 1995 года, накануне праздника Покрова Пресвятой Богородицы, в администрации Екатеринбурга был подписан акт о передаче полуразрушенного церковного здания Екатеринбургской епархии. Указом Правящего Архиерея шарташский храм в честь Святой Троицы был приписан к приходу в честь Рождества Христова на Уралмаше.
В 2000 году была завершена капитальная реконструкция церковного здания: сооружена и обустроена колокольня со звонницей из семи колоколов, произведена перепланировка и ремонт помещений, на 30-метровую высоту поднят главный крест, установлен иконостас и киоты для образов Покрова Пресвятой Богородицы и Крещения Господня.
Начиная с 2002 года, проводятся занятия в церковно-приходской школе, а летом того же года была проведена реконструкция церковной территории: расширен прицерковный земельный участок, возведена красивая ограда, разбит небольшой сквер с дорожками и цветниками.
11 июня 2009 года было объявлено о завершении строительства духовно-просветительского центра при церкви. В стенах духовно-просветительского центра будут осуществлять свою деятельность не только церковно-приходская школа и библиотека православной литературы. Также планируется создание кружков по интересам для детей и взрослых, спортивных секций, объединений ветеранов.